# Crinipes
Crinipes là một chi thực vật có hoa trong họ Hòa thảo (Poaceae).

## Loài
Chi Crinipes gồm các loài: